# Camper Van Beethoven
Camper Van Beethoven is een Amerikaanse alternatieve rockband.

## Bezetting
Oprichters
- David Lowery[2] (zang, gitaar)
- Greg Lisher[3] (gitaar)
- Jon Segel[4] (gitaar)
- Victor Krummenacher[5] (basgitaar)
- Chris Pedersen[6] (drums)

## Geschiedenis
De in 1983 geformeerde band kenmerkte zich door een surrealistische humor en een mengeling van verschillende stijlen als pop, ska, punkrock, folk, psychedelica, surf en countrymuziek. Ze telde begin jaren 1980 naast Black Flag, Sonic Youth en Hüsker Dü tot de eerste vertegenwoordigers van de indierock, die hun platen uitbrachten bij kleine labels. Later voegde David Immerglück (gitaar, strijkinstrumenten) zich bij de band. Vooral bij de Amerikaanse college-radio waren ze gezien hun ironische teksten populair en hadden ze met Take The Skinheads Bowling van het album Telephone Free Landslide Victory uit 1985 een wereldwijde underground-hit.
In 1988 tekende de band bij Virgin Records, waar ze twee albums uitbrachten, voordat ze in 1990 werden ontbonden.
De leden namen deel aan een veelheid aan bijprojecten. Lisher, Pederson en Immerglück speelden in de progressieve rockband Monks of Doom, terwijl Segel en Krummenacher gingen samenwerken met Eugene Chadbourne en musiceerden als Camper van Chadbourne. Het meest succesvol was echter Lowery, die bij Virgin Records bleef en met Cracker meerdere opmerkelijke albums uitbracht.
In 2002 kwam het tot de eerste samenkomst van de voormalige leden in het bijprogramma van Cracker-optredens. Twee jaar later werd na vijftien jaar het eerste studioalbum New Roman Times opgenomen. Nochtans werd al in 2002 het album Tusk uitgebracht, waarover diens ontstaansgeschiedenis enkel fabels bezijden Camper Van Beethoven werden verspreid.
In 2013 verscheen uiteindelijk het album La Costa Perdida.

## Discografie
- 1985: Telephone Free Landslide Victory (Independent Projects)
- 1986: II & III (Pitch-A-Tent)
- 1987: Camper Van Beethoven (Pitch-A-Tent)
- 1988: Our Beloved Revolutionary Sweetheart (Virgin Records)
- 1989: Key Lime Pie (Virgin Records)
- 1993: Camper Vantiquities (Pitch-A-Tent)
- 1994: The Virgin Years (Virgin Records) (Camper Van Beethoven & Cracker)
- 2000: Camper Van Beethoven is Dead. Long Live Camper Van Beethoven (Pitch-A-Tent)
- 2002: Cigarettes & Carrot Juice: the Santa Cruz Years (Pitch-A-Tent)
- 2002: Tusk (Pitch-A-Tent)
- 2004: New Roman Times (Pitch-A-Tent)
- 2008: Popular Sons Of Great Enduring Strength And Beauty (Best Of 1985-1990)
- 2013: La Costa Perdida
- 2014: El Camino Real